# Vicente Arraya
Vicente Arraya Castro (Oruro, 25 de janeiro de 1922 – La Paz, 21 de novembro de 1992) foi um futebolista boliviano, que atuava como goleiro e atuou como treinador de futebol. Ele competiu na Copa do Mundo FIFA de 1950, sediada no Brasil, na qual a seleção de seu país terminou na décima segunda colocação dentre os treze participantes.